# Ancestors Blood
Ancestors Blood ist eine finnische Pagan-Metal-Band aus Laitila.

## Geschichte
Gegründet wurde die Band im Jahr 2002, um „Esoteric Heathen Metal“ zu spielen bzw. „heidnische Glaubensvorstellungen“ zu würdigen und „die Erinnerung an das Altertum mit Zauberei und Ritualen zu bewahren“. Ursprünglich lautete der Namen „Lost Wisdom“.
Das Debütalbum Return of the Ancient Ones erschien 2008 bei dem deutschen Musiklabel Hammermark Art, später wurde es von Heidens Hart (2013) und Purity Through Fire (2014) je noch einmal wiederveröffentlicht. Im Jahr 2009 folgte die Kompilation A Dark Passage from the Past via Heidens Hart und Ewiges Eis Records.
Fünf Jahre nach dem Debütalbum veröffentlichte die Band bei Heidens Hart das zweite Studioalbum A Moment of Clarity, dem sich nach zwei Jahren Hyperborea anschloss. Zwischenzeitlich gab es noch eine Split-Veröffentlichung mit Heervader.

## Stil
Der Stil des dritten Albums wurde an einer Stelle als „simpel gehalten und old school“ beschrieben, ohne ein „typischer Burzum-Aklatsch“ oder „Retro Black Metal“ zu sein.

## Diskografie
- 2003: Wisdom Opens the Gates for the King (Demo, MC, Eigenvertrieb)
- 2005: Preparing for War (Demo, MC, Stellar Winter Records)
- 2007: Forgotten Times (Demo, MC, Heidens Hart Records)
- 2008: Return of the Ancient Ones (Album, CD, Hammermark Art; 12″-Vinyl, Purity Through Fire)
- 2009: When the Forest Calls (EP, CD, Heidens Hart Records)
- 2009: A Dark Passage from the Past (Kompilation, CD, Heidens Hart Records, Ewiges Eis Records)
- 2009: Vágyakozás / Lalli (Split-EP mit Hunok, CD, Tour de Garde)
- 2013: A Moment of Clarity (Album, CD/12″-Vinyl, Heidens Hart Records)
- 2014: Profezia / Ancestors Blood (Split-Single mit Profezia, 7″-Vinyl, Tour de Garde)
- 2015: Onwards and Rise (Split-Album mit Heervader, CD, Heidens Hart Records)
- 2016: Hyperborea (Album, CD, Naturmacht Productions; 12″-Vinyl, Heidens Hart Records)
- 2023: Ancestors Blood / Heimdalls Wacht mit Heimdalls Wacht (CD/12″-Vinyl, Heidens Hart)